# Мертц, Реми
Реми Мертц  (нидерл. Rémy Mertz; род. 17 июля 1995, город Люксембург, Люксембург ) — бельгийский профессиональный  шоссейный велогонщик, выступающий за команду мирового тура «Lotto Soudal». 

## Достижения
2015
1-й - этап 5 Carpathian Couriers Race (U-23)
2016
5-й - Кубок Лаги — Трофей Альмара (U-23)
6-й - Liège–Bastogne–Liège Espoirs (U-23)

### Гранд-туры
| Гонка           | 2017 |
| --------------- | ---- |
| Джиро д'Италия  | —    |
| Тур де Франс    | —    |
| Вуэльта Испании | 150  |

| —  | Не участвовал  |
| НФ | Не финишировал |